# Бауру (мезорегион)

Бауру на карте.

Бауру́ (порт. Mesorregião de Bauru) — административно-статистический мезорегион в Бразилии, входящий в штат Сан-Паулу. Население составляет 1 454 111 человек (на 2010 год). Площадь — 26 692,547 км². Плотность населения — 54,48 чел./км².

## Демография
Согласно сведениям, собранным в ходе переписи 2010 г. Национальным институтом географии и статистики (IBGE), население мезорегиона составляет:
| Полное население                            | Полное население                            | Полное население                            | Полное население                            | 1 454 111 |
| ------------------------------------------- | ------------------------------------------- | ------------------------------------------- | ------------------------------------------- | --------- |
| в том числе:                                | Городское население                         | 1 355 733                                   | Процент городского населения, %             | 93,23     |
|                                             | Сельское население                          | 98 378                                      | Процент сельского населения, %              | 6,77      |
|                                             | Мужское население                           | 722 744                                     | Процент мужского населения, %               | 49,70     |
|                                             | Женское население                           | 731 367                                     | Процент женского населения, %               | 50,30     |
| Плотность населения, чел/км²                | Плотность населения, чел/км²                | Плотность населения, чел/км²                | Плотность населения, чел/км²                | 54,48     |
| Население мезорегиона в % к населению штата | Население мезорегиона в % к населению штата | Население мезорегиона в % к населению штата | Население мезорегиона в % к населению штата | 3,52      |

## Статистика
- Валовой внутренний продукт на 2003 составляет 13 574 904 135,00 реалов (данные: Бразильский институт географии и статистики).
- Валовой внутренний продукт на душу населения на 2003 составляет 9787,81 реалов (данные: Бразильский институт географии и статистики).
- Индекс развития человеческого потенциала на 2000 составляет 0,804 (данные: Программа развития ООН).

## Состав мезорегиона
В мезорегион входят следующие микрорегионы:
1. Аваре
2. Бауру
3. Ботукату
4. Жау
5. Линс